# Stępocice (gmina)
Stępocice (do 1954 Sancygniów) – dawna gmina wiejska istniejąca w latach 1973–1976 w woj. kieleckim (dzisiejsze woj. świętokrzyskie). Siedzibą gminy były Stępocice.
Gmina została utworzona w dniu 1 stycznia 1973 roku w powiecie pińczowskim w woj. kieleckim. W skład gminy weszło 22 sołectw: Biedrzykowice, Bronów, Dębowiec, Dziewięczyce, Iżykowice, Ksawerów, Lipówka, Lubcza, Marianów, Opatkowice, Podrózie, Przecławka, Przezwody, Sancygniów, Stępocice, Szyszczyce, Świerczyna, Teodorów, Węchadłów, Wola Knyszyńska, Wola Lubecka, Wolica i Zagórze.
1 czerwca 1975 gmina weszław w skład nowo utworzonego mniejszego woj. kieleckiego.
1 lipca 1976 roku gmina została zniesiona a jej tereny przyłączone do gmin:
- Działoszyce (obszary sołectw: Biedrzykowice, Bronów, Dębowiec, Dziewięczyce, Iżykowice, Ksawerów, Lipówka, Marianów, Opatkowice, Podrózie, Sancygniów, Szyszczyce, Stępocice, Świerczyna, Teodorów, Węchadlów, Wola Knyszyńska, Wolica i Zagórze),
- Michałów (obszar sołectwa Przecławka),
- Wodzisław (obszary sołectw: Lubcza, Przezwody i Wola Lubecka).